# Riccardo Calafiori
Riccardo Calafiori (født 19. maj 2002) er en italiensk professionel fodboldspiller som spiller som for Premier League-klubben Arsenal og Italiens landshold.

## Klubkarriere

### Roma
Calafiori kom igennem ungdomsakademiet hos lokalklubben AS Roma, og han fik sin førsteholdesdebut den 1. august 2020 i en Serie A-kamp imod Juventus.
Han blev i januar 2022 udlejet til Genoa.

### Basel
Calafiori skiftede i august 2022 til schweiziske Basel.

### Bologna
Efter en enkelt sæson i Schweiz, vendte Calafiori i august 2023 tilbage til Italien, da han skiftede til Bologna. Han spillede i 2023-24 sæsonen en vigtig rolle i, at Bologna kvalificerede sig til Champions League for første gang i 60 år.

### Arsenal
Calafiori skiftede i juli 2024 til Arsenal.

## Landsholdskarriere

### Ungdomslandshold
Calafiori har repræsenteret Italien på flere ungdomsniveauer.

### Seniorlandshold
Calafiori debuterede for Italiens landshold den 4. juni 2024.

## Eksterne henvisnigner
- Wikimedia Commons har flere filer relateret til Riccardo Calafiori
- Riccardo Calafioris spillerprofil hos UEFA (engelsk)
- Riccardo Calafioris profil hos L’Équipe (fransk)
- Riccardo Calafioris spillerprofil på Transfermarkt (engelsk)
- Riccardo Calafioris spillerprofil på national-football-teams.com (engelsk)
- Riccardo Calafioris profil på WorldFootball.net (engelsk)
- Riccardo Calafioris spillerprofil på Soccerbase.com (engelsk)
- Riccardo Calafioris profil hos FootballDatabase.eu (engelsk)
- Riccardo Calafioris spillerprofil på Soccerway (engelsk)
- Riccardo Calafioris profil hos as.com (spansk)